# Величко Минеков
Величко Иванов Минеков е български скулптор, известен с монументалната си пластика, общественик и депутат в Осмото и Деветото народно събрание в периода 1982 – 1990 година.

## Биография
Роден е на 13 октомври 1928 г. в пазарджишкото село Мало Конаре. Учи в ВИИИ „Николай Павлович“ в София при проф. Андрей Николов и проф. Марко Марков, а завърша през 1954 г. в класа по скулптура на проф. Любомир Далчев. Става член на БКП от 1959 г.
От 1964 г. е преподавател по скулптура в Художествената академия. От 1967 г. е доцент, а през 1975 г. става професор. На следващата 1976 г. е избран за ректор на Академията, който пост заема до 1983 година. По-късно преподава във Великотърновския университет. Сред учениците му са скулптори като Александър Хайтов, Димитър Борисов, Живко Дончев, Иван Русев, Рая Георгиева, Светлин Николов, Спас Киричев, Христо Харалампиев. От 1976 г. е зам.-председател на СБХ.
Минеков е участник в близкото лично обкръжение на Тодор Живков, известно като „ловната дружинка“ и действащо като неформален съветнически щаб. Бил е първи заместник-председател на Съюза на българските художници и член на бюрото на Комитета за култура..
Негов син е скулпторът и специалист по металодизайн Велислав Минеков.

## Творчество
Работи в областта на скулптурния портрет, фигуралната композиция, монументалната и монументално-декоративна скулптура, а също и малка пластика.
Създава типизирани образи на българки, свързани със земята, селския бит, борбите в историята на народа. Скулптурите му излъчват сила и вътрешно спокойствие. Композициите са лаконични и ясно изградени, с опростена и обобщена масивна монументална форма, с точна характеристика на художествения образ и чувство за архитектоничност на скулптурните обеми. От 1951 г. редовно участва редовно в общи художествени изложби на СБХ и в представителни колективни изложби на българското изкуство в чужбина – Москва (1957, 1959, 1969), Будапеща (1964), Букурещ (1964), Атина, Прага, Истанбул и др.. През 1957 г. печели награда на Международния фестивал на младежта и студентите в Москва. През 1958 г. участва на Първото световно младежко биенале в Париж, през 1968 г. на Венецианското биенале. Негови творби се намират в Национална художествена галерия, Софийска градска художествена галерия, Бургаска художествена галерия „Петко Задгорски“, Варненска градска художествена галерия „Борис Георгиев“, Художествена_галерия_„Станислав_Доспевски“ – Пазарджик, художествените галерии в Стара Загора
Първата значима задача, която му е възложена, е архитектурното оформление на площада в Търговище.

### Монументални и монументално-декоративни творби
Сред известните му творби и скулптурни ансамбли са:
- „Орфей“, площада пред театъра в Търговище (1955),
- „Спартак“ в художествената галерия в Бургас (1956),
- Композиция „Грънчари“ на „Моста на занаятите“ (Грънчарски мост), Габрово (1956),
- „Седнала селянка“, Национална художествена галерия (НХГ), София (1958),
- „Селянка“, НХГ, София (1958),
- „Майка“ – скулптурна украса в Морската градина, Варна (1960),
- „Почивка“, НХГ, София (1961),
- „Пиеща селянка“, СГХГ, София (1963),
- Паметник на Иван Козарев, с. Добринище (1969),
- Паметник на антифашистката борба с фигура на партизанин, с. Мало Конаре (1969),
- Фигури „Театър“, „Музика“, „Плодородие“, „Ръченица“ на „Моста на изкуствата“ (Боровски мост), Габрово, с арх. Карл Кандулков (1969),

- „Орфей“, Пазарджик (1969),
- „Очакване“, НХГ, София (1969),
- „Млада селянка“, НХГ, София (1971),
- Паметник на Баба Зара, Габрово (1972),
- Фигура на Владимир Димитров - Майстора пред Съюза на българските художници (СБХ) на ул. Шипка 6, София (1972),
- „Родина“, Ивайловград (1972),
- „Нестинарка“, Пазарджик (1972),
- „Септемвири 1923“, Пазарджик (1973),
- Декоративна пластика, Михайловград (1973),
- „Орфей“ в Парка на свободата, София (1974),
- Композиция „Майка“ („София“, „Сердика“), Ротондата пред Централна гара, София, с арх. Милко Бечев (1976),
- Мемориален комплекс „Априлци“, Панагюрище, съвместно със скулпторите Секул Крумов и Димитър Даскалов, арх. Богдан Томалевски и арх. Иван Николов (1973 – 1976),
- Композиция „Хлябът“ пред сградата на Международната организация на труда и социалните грижи на ООН в Женева (1975),
- Релеф на Методий, гр. Елванген, ФРГ (Германия)(1975),
- Паметник на Васил Левски в София (1977),
- Бронзова фигура „Марица“ в културния Център Кенеди във Вашингтон (1977)
- „Арка на Свободата“ (Паметник на руската бойна слава, Мемориал „Беклемето“), с арх. Георги Стоилов (1978),
- Фигурален паметник „Спартак“, Сандански, с арх. Иван Николов (1978),
- Скулптури на площада пред театъра в Пазарджик, сред които такива като „Жажда“ и „Нестинарка“,
- Мемориал „Хан Аспарух“, Добрич, с арх. Иван Николов (1981)
- „Победата“ – бронзов релеф, преддверие на Дом-паметник на партията на връх Бузлуджа, арх. Георги Стоилов (1981)
- Паметник на Тодор Живков (премахнат), Правец, с арх. Лозан Лозанов (1981)
- Декоративна пластична стена и бюст на Людмила Живкова, 30-о основно училище „Братя Миладинови“ (бивше ЕСПУ „Людмила Живкова“), Зона Б-5, София, със скулптора Михаил Бенчев и арх. Д. Жеков (1983)
- Пластично решение на входа на Националния исторически музей – Скулптурни фигури „Лъвове“ пред входа на Съдебната палата, София (1985)
- Паметник на Съединението, Пловдив, с арх. Лозан Лозанов (1985)

## Галерия
- „Арка на Свободата“ (Паметник на руската бойна слава, Мемориал „Беклемето“)

## Награди и отличия
Величко Минеков е носител на множество държавни награди и отличия, сред които:
- Почетно звание „заслужил художник“ (1971)[5]
- Почетно звание народен художник (1976)[5][6]
- 1960 – Орден „Кирил и Методий“ ІI степен
- 1972 – Димитровска награда,[4][6]
- 1976 – Орден „Георги Димитров“,[4] и още 1 орден Орден „Георги Димитров“
- 1978 – Орден „Народна република България“ ІІ степен
- 1985 – Орден „Кирил и Методий“ I степен
- 2006 – Орден „Стара планина“ I степен за цялостен принос към изкуството.[7]
- 2006 – награда от Община Пазарджик за цялостен принос към изкуството и заслугите му към града.[8]